# 北羽根站
北羽根站（日语：／ Shakomae eki */?）是一座位於愛知縣岡崎市羽根町，名古屋鐵道（名鐵）岡崎市內線的車站（廢站）。

## 概要
- 此站設有2面2線的相對式乘車處，沒有站舍和月台，乘客直接在路上上下車。

## 歷史
- 1899年（明治32年）1月1日 - 「岡崎馬車鐵道」戶崎町站啟用。當時鐵路的軌距為762mm和單線。
- 1911年（明治44年） - 公司計劃把鐵路電氣化，公司名稱改為岡崎電氣軌道[1][2]。
- 1912年（大正元年）9月1日 - 電氣化（600V）和改軌距（1067mm）工程完成。殿橋至岡崎停車場之間開始有電車行走[3]。
- 1922年（大正11年） -  殿橋至岡崎停車場之間雙線化[4]。
- 1927年（昭和2年）7月19日：岡崎電氣軌道與三河鐵道合併，成為三河鐵道的車站[5][6]。
- 1941年（昭和16年）6月1日：三河鐵道與名古屋鐵道合併，成為名古屋鐵道的車站[5]。
- 1962年（昭和37年）6月17日：岡崎市內線與福岡線福岡町至大樹寺之間廢除，此站被廢除[5][7]。

## 相鄰車站
名古屋鐵道
岡崎市內線
戶崎口－北羽根－岡崎站前

## 注腳
1. ↑  新編岡崎市史編集委員会（編）.  4 近代. 新編岡崎市史編さん委員会. 1991: 442 （日语）.
2. ↑  『官報』1911年（明治44年）10月14日 出版者：大蔵省印刷局（編）（國立國會圖書館數碼化收藏）
3. ↑  市川満. . 鐵道畫刊 1979年12月號 (電氣車研究會). 1979-12, 370: 138 （日语）.
4. ↑  新編岡崎市史編集委員会（編）.  4 近代. 新編岡崎市史編さん委員会. 1991: 1078 （日语）.
5. 1 2 3  和久田康雄著《鉄道ファンのための私鉄史研究資料》「5505 名古屋電気鉄道（1921.7.1譲渡）名古屋鉄道（1930.9.5改称）名岐鉄道（1935.8.1譲渡）名古屋鉄道」p.101 電氣車研究會 2014年4月25日
6. ↑  『鉄道統計資料. 昭和2年』著者：鉄道省 編 出版者：鉄道省 昭和4年（國立國會圖書館數碼化收藏）
7. ↑  今尾惠介（監修）.  7号 東海. 新潮社. 2008-11-18: 44. ISBN 978-4107900258 （日语）.